# Zavydovo
Zavydovo (en ukrainien : Завидово, Zavydovo ; en russe : Завидово, Zavidovo ; en hongrois : Dávidfalva, Závidfalva) est un village du raïon de Moukatcheve, dans l'oblast de Transcarpatie, en Ukraine.